# Estrima
Estrima ist ein italienischer Automobilhersteller mit Sitz in Pordenone.

## Unternehmensgeschichte
Matteo Mastri gründete 2008 in Pordenone das Unternehmen als Tochterunternehmen von Brieda Srl und begann mit der Produktion von Automobilen.

## Fahrzeuge

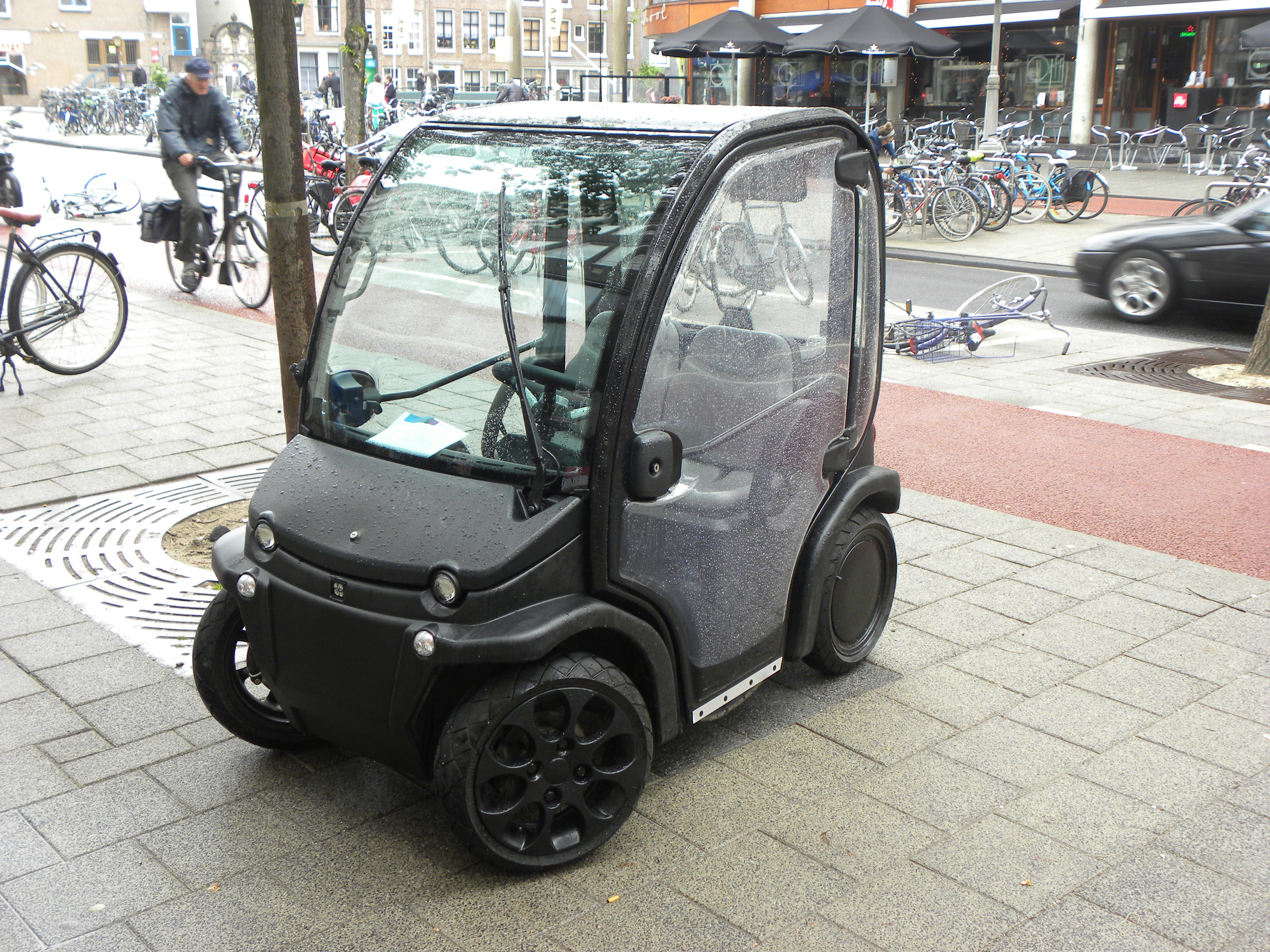
Estrima Birò

Das Unternehmen stellt Kleinstwagen her. Das einzige Modell ist der Birò. Bei einem Radstand von 1250 mm und einer Spurbreite von 860 mm beträgt die Länge des Fahrzeugs 1740 mm, die Breite 1030 mm und die Höhe 1565 mm. Für den Antrieb sorgt ein Elektromotor mit 4 kW Leistung. Die Höchstgeschwindigkeit ist mit 45 km/h angegeben.